# Aphthona nigriscutis
Aphthona nigriscutis es un coleóptero de la familia Chrysomelidae. Fue descrita en 1860 por Foudras.
El adulto mide de 2 a 4 mm y la larva de 1 a 5 mm. Es de color amarillo castaño a bronceado, más oscuro en la región ventral. Tiene una mancha negra en el dorso, detrás de la cabeza que le da el nombre de nigriscutis.
Originario del Paleártico, introducido en Estados Unidos para combatir hierbas invasoras, Euphorbia. Se encuentra en pastizales donde abunda su planta hospedera. La larva se encuentra en el suelo, donde se alimenta de raíces.